# Sálvio da Costa Lemos
Sálvio da Costa Lemos (, 25 de junho de 1933) é um militar e ex-pentatleta olímpico brasileiro. 

## Carreira
O militar Sálvio Lemos competia pelo Fluminense, na esgrima e no tiro.
Representou o Brasil nos Jogos Olímpicos de 1956 em Melbourne, ficando na 27° posição no individual. 
Foi campeão sul-americano por equipe do pentatlo moderno em 1956, 1957 e 1958.